# Anthonotha
Anthonotha é um género botânico pertencente à família Fabaceae.